# Зубова, Анастасия Викторовна
Анастаси́я Ви́кторовна Зу́бова (род. 6 августа 1979) — российская легкоатлетка, специалистка по бегу на длинные дистанции и кроссу. Выступала за сборную России по лёгкой атлетике в начале 2000-х годов, победительница командного зачёта чемпионата мира по кроссу, серебряная призёрка чемпионата России в беге на 5000 метров и в кроссе на 4 км. Представляла Пермскую область.

## Биография
Анастасия Зубова родилась 6 августа 1979 года.
Занималась бегом в Перми под руководством тренеров Л. Г. Вагановой и Н. В. Суворова.
Впервые заявила о себе в лёгкой атлетике на всероссийском уровне в сезоне 2000 года, когда на чемпионате России в Туле заняла 17-е место в беге на 5000 метров. Также в этом сезоне отметилась выступлением на международном женском экидэне в Сеуле.
В 2001 году на дистанции 5000 метров выиграла серебряные медали на молодёжном первенстве России в Чебоксарах и на молодёжном первенстве Европы в Амстердаме. Будучи студенткой, заявилась на летнюю Универсиаду в Пекине, однако в итоге не вышла здесь на старт в своей дисциплине. Участвовала в экидэнах в Тибе и Сеуле. На чемпионате Европы по кроссу в Туне финишировала девятой, тогда как на кроссовом чемпионате мира в Остенде стала четырнадцатой.
В 2002 году соревновалась на женских международных экидэнах в Пекине, Иокогаме и Сеуле. На чемпионате России в Чебоксарах стала серебряной призёркой в беге на 5000 метров, уступив на финише только Лилии Волковой из Башкортостана. На чемпионате Европы по кроссу в Медулине закрыла десятку сильнейших личного зачёта и вместе со своими соотечественницами победила в командном зачёте. При этом на кроссовом чемпионате мира в Дублине заняла 24-е место.
На весеннем чемпионате России по кроссу 2003 года в Кисловодске получила серебряную награду в дисциплине 4 км, финишировав позади Ольги Романовой. На чемпионате мира по кроссу в Аванше стала четырнадцатой в личном зачёте и взяла бронзу командного зачёта. Помимо этого, отметилась выступлениями на нескольких стартах в Испании, вновь участвовала в экидэне в Сеуле, показала третий результат в забеге на 10 км в Кливленде (33:39) и шестой результат на полумарафоне в Индианаполисе (1:14:54).
Впоследствии работала тренером по лёгкой атлетике в Спортивной школе олимпийского резерва № 1 в Перми.